# Arnoud (plaats)
Arnoud is een voormalige buurtschap in de gemeente Hillegom in de Nederlandse provincie Zuid-Holland. Het ligt tussen Hillegom en Lisse. Het is ontstaan met het oprichten van "De Arnoud", een kalkzandsteenfabriek, in 1904. Er stonden arbeiderswoningen voor de fabriek aan de Leidsestraat en de Arnoudstraat. Het fabrieksterrein werd zo groot, dat de woningen gesloopt moesten worden.
Arnoud heet tegenwoordig Hillegom-Zuid en is een bedrijventerrein zonder inwoners. De straatnaam Arnoudstraat herinnert nog aan de oude naam.

## Afbeeldingen

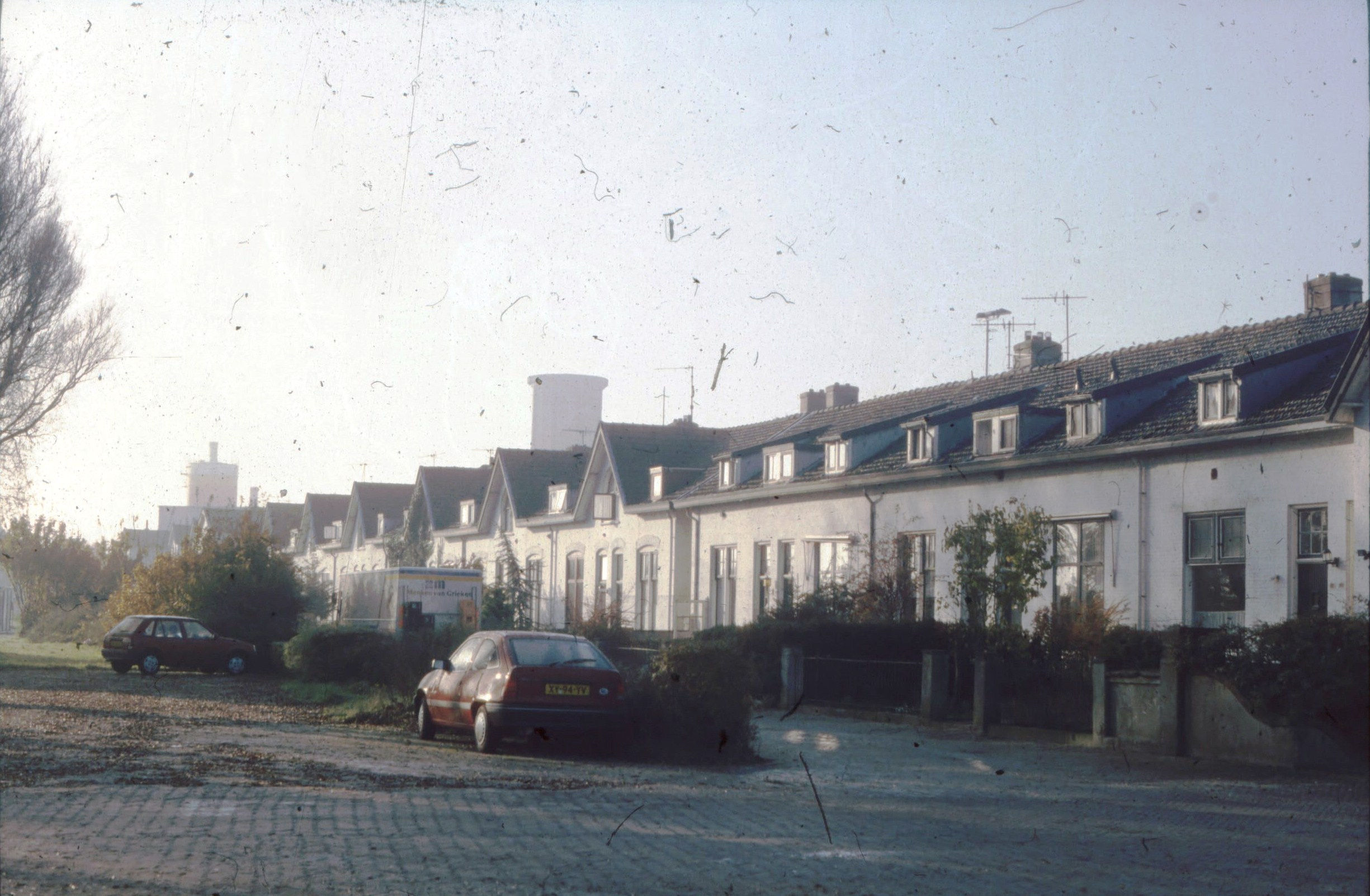
Afgebroken huizen aan de Leidsestraat
Locatie in de gemeente Hillegom